# Fanny Cottençon
Fanny Cottençon   (Port-Gentil, 11 de maig de 1957) és una actriu i productora de cinema francesa. El 1983 va guanyar el César a la millor actriu secundària per la seva actuació a la pel·lícula L'Étoile du Nord de Pierre Granier-Deferre. Des del 2023 interpreta Christine, al costat de Didier Bénureau a la sèrie Scènes deménages del canal de televisió M6.

## Trajectòria
Fanny Cottençon va fer classes amb Blanche Salant a l'Atelier international de théâtre. Va debutar al teatre l'any 1975 a l'obra Le Légataire universel. També va interpretar Els monòlegs de la vagina l'any 2000 i a La Vérité de Florian Zeller a principis dels anys 2010.
Al cinema, després de Le Roi des cons (1981) i Paradis pour tous (1982), va guanyar el César a la millor actriu secundària el 1983 per la seva interpretació al drama L'Étoile du Nord de Pierre Granier-Deferre. Després de diversos papers dramàtics com a Fanny Pelopaja (1984) i Poussière d'ange (1987), va tornar a la comèdia comercial apareixent a Dialogue avec mon jardinier (2007).
De 1995 a 1999, va actuar a la sèrie de televisió de France 3 Anne Le Guen, que porta el nom del personatge que interpreta, una regidora municipal d'una petita ciutat de províncies. De nou a la televisió, va ser dirigida per Richard Bohringer el 2003, en l' adaptació de la novel·la Poil de Carotte de Jules Renard. Va interpretar l'esposa de François Berléand a Le Gendre Ideal i la seva seqüela Le Gendre Ideal 2 entre 2008 i 2010. Del 2020 al 2022, va ser mare de Gil Alma i alcaldessa d'Estrasburg a la sèrie César Wagner de France 2.
El maig 2019, 1.400 personalitats del món de la cultura, van cosignar l'article «Nous ne sommes pas dupes!», publicat al diari Libération, en suport al moviment de les armilles grogues i afirmant que Les gilets jaunes, c'est nous.